# موسيقى الولايات المتحدة

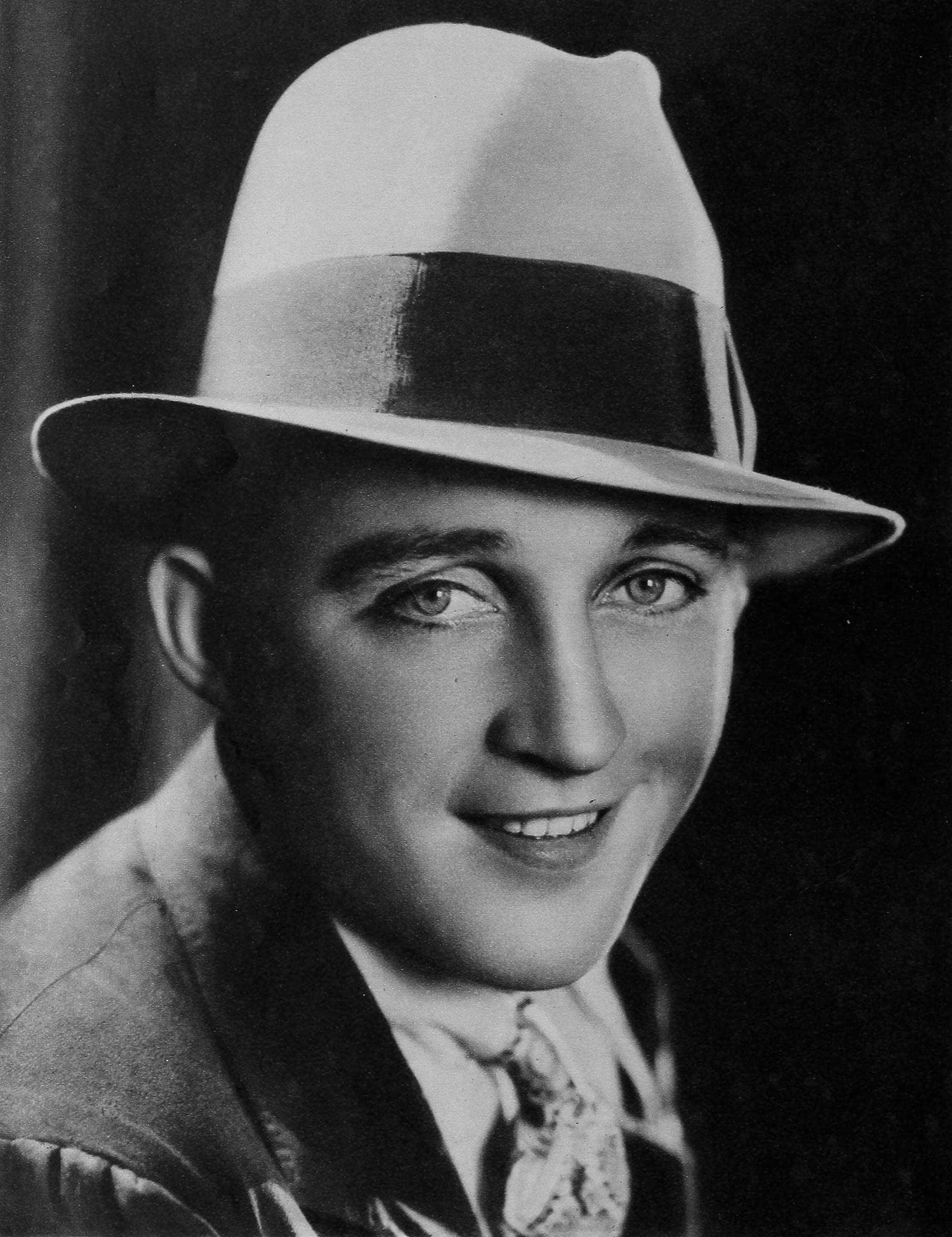

تعكس موسيقى الولايات المتحدة التعدد العرقي لسكانها من خلال مجموعة متنوعة من الأنماط الموسيقية، فهي عبارة عن مزيج من الموسيقا التي تأثرت فيما مضى بثقافات غرب أفريقيا وأيرلندا واسكتلندا والجزء البري من قارة أوروبا. أضحت تُسمع الموسيقا الأمريكية في كل مكان، أكثر الأنواع شهرةً على مستوى العالم هي الجاز والبلوز والموسيقا الريفية وبلوغ راس وموسيقا (الأمريكانا) والروك والـ ريذم آند بلوز والسول والريغتون والفانك، والهيب هوب، ووب دو والبوب والتكنو وهاوس وموسيقا الفولك والديسكو وبغولو والريغيتون، ولا ننسى رقصة السالسا. منذ بداية القرن العشرين، حققت بعض أكثر أنماط الموسيقا الأمريكية شهرةً قاعدة جماهيرية أقرب للعالمية.
أوائل السكان ممن استوطنوا الأرض التي تعرف اليوم بالولايات المتحدة الأمريكية هم الأمريكيون الأصليون، حيث عزفوا أولى موسيقاهم على تلك الأرض، ثم ابتداءً من القرن السابع عشر بدأت موجات المهاجرين القادمين من المملكة المتحدة وإيرلندا وإسبانيا وألمانيا وفرنسا بأعداد كبيرة، جالبين معهم أساليبهم الموسيقية وآلاتهم. إضافة لما جلبه الأفارقة السود من تقاليد موسيقية خاصة بهم، إذ عملت موجات المهاجرين هذه على صهر الثقافات المختلفة.
كان لظهور موسيقا البلوز أواخر القرن التاسع عشر وازدهار ما يُعرف بموسيقا الإنجيل في عشرينيات القرن الماضي صلة بتطور ما يتوفر اليوم من أنواع الموسيقا الشعبية الحديثة. استخدم الأساس الأمريكي الأفريقي لبعض أنواع الموسيقا الشعبية عناصر مستمدة من الموسيقا الأوروبية والأصلية. كما يُمكن ملاحظة أن التقاليد الموسيقية للمستوطنين البيض الأصليين مثل الموسيقا الريفية والبلوغ راس تبدو ذات أصول أفريقية قوية. وقد وثقت الولايات المتحدة الأمريكية الموسيقا الشعبية وحفظت تلك التي تم إنتاجها في بعض المجتمعات العرقية أي الأوكرانية والإيرلندية والاسكتلندية والبولندية والإسبانية واليهودية وغيرها. 
تطغى المظاهر الموسيقية المفعمة بالحياة على العديد من المدن والبلدات الأمريكية التي تدعم بدورها عدداً من الأساليب الموسيقية الإقليمية من خلال مراكز موسيقية مثل بوسطن، وفيلادلفيا، وسياتل، وبورتلاند، ونيويورك، وسان فرانسيسكو، وديترويت، وهيوستن، وشيكاغو، وميامي، وأتلانتا، وسان خوان، وناشفيل، وأوستن، وواشنطن العاصمة، ولوس أنجلوس. كذلك المدن الصغيرة مثل منتزه أسبوري، ونيو جيرسي، وميلووكي، وكليفلاند، واشيفيل، وكارولينا الشمالية، وأوكلاند، ومثلث الأبحاث، وبولدر، وكولورادو، وماديسون، ويسكونسن، وبريلنجتون، التي أسهمت وأنتجت العديد من الأساليب الموسيقية الفريدة للبلاد. 

## الميزات
يُمكن أن تُميز موسيقا الولايات المتحدة  باستخدامها إيقاعات تبدو غير متناغمة، والألحان الطويلة غير المنتظمة، التي يقال عنها إنها «تعكس اتساع القارة الأمريكية والجغرافيا المفتوحة لأرضها، وما يميز أسلوب الحياة الأمريكية من حيث التحرر، إذ يتمتع غالبية سكانها بحق الحرية الشخصية». بعض ما يميز الموسيقا الأمريكية من مظاهر مثل أسلوب النداء والإجابة هي في الأصل مستمدة من الفنون والآلات الأفريقية.
خلال السنوات الأخيرة من التاريخ الأمريكي وفي العصر الحديث، ظلت الموسيقا الأمريكية محل نقاش مختلف عليه من قبل خبراء الموسيقا الأمريكيين، إذ يرى البعض من الأفضل الاستزادة من طرق العزف والأساليب الموسيقية الأوروبية فهي تبدو أكثر دقة وأناقة، بينما دفع الآخرين شعورهم بالهوية الموسيقية إلى الاحتفاء بالأساليب الأمريكية المميزة.
بينما اتجه جون وارثون ستروبل الخبير في الموسيقا الكلاسيكية الجديدة إلى المقارنة بين الموسيقا الأمريكية والأوروبية، مستنتجاً أن الولايات المتحدة الأمريكية متفردة بموسيقاها، إذ خَلُص إلى ما معناه أن الولايات المتحدة الأمريكية لم تشهد مراحل تطور متتالية في مجال الفنون الموسيقية، ويُعزى ذلك كونها لم تكن أمة. فموسيقاها عبارة عن أنماط موسيقية مختلفة ظهرت ضمن جماعات السكان الأصليين والمهاجرين التي تضم العشرات بل المئات منهم، استنادًا إلى ما ذُكر فهي وإن تطورت فقد تطورت بلا شك إقليميًا؛ أي كل أسلوب على حدة بمعزل عن الآخر، إلى أن اندلعت الحرب الأهلية في أمريكا، حيث جُمع الناس إثر ذلك من مختلف أنحاء البلاد في وحدات الجيش، عندها فقط جرى تداول الأساليب والمهارات الموسيقية بينهم. يعتقد ستروبل أن أناشيد الحرب الأهلية هي الشكل الأول والوحيد للموسيقا الأمريكية، حيث أنها أول موسيقا أمريكية تحمل ملامح أو (ميزات)، يمكن تمييزها عن أي نوع آخر مستمد من بلد آخر.
شهدت الحرب الأهلية، والفترة التي أعقبتها ازدهاراً بشكلٍ عام على كافة الأصعدة وفي مختلف المجالات، كالفن، والأدب، والموسيقا كما يُمكن الاخذ بعين الاعتبار أن الفرق الموسيقية للهواة من هذه الفترة، تعد أساس نشأة ما نشهده اليوم من الموسيقا الشعبية الأمريكية. يصف المؤلف الموسيقي ديفيد إيوان أوائل فرق الهواة الموسيقية هذه، على أنها وحدت عمق ووقع الموسيقا الأمريكية.